# Kittu
Kittu är en nedslagskrater på Jupitermånen Ganymedes. Den är omkring 15 km i diameter. Den är uppkallad efter guden Kittu.